# Mount Burnham
Mount Burnham er en af de højeste tinder (2.742 m) i San Gabriel Mountains  i det sydlige Californien, ca 100 km fra Los Angeles. Oprindeligt blev den kaldt West Twin, North Baldy Mountain; en af to tinder på en bjergkam. Den anden - East Twin (knap 1,5 km væk) - blev i 1931 kaldt Mount Baden-Powell efter Robert Baden-Powell, og i 1951 blev så West Twin ved en officiel ceremoni opkaldt efter Frederick Russell Burnham, den kendte stifinder og militære spejder, der i Afrika lærte B-P alt hvad han vidste om scoutcraft, og blev en stor inspirator for B-P i forbindelse med grundlæggelsen af spejderbevægelsen. 
I 1956 blev Mount Burnham føjet til listen over tinder over 5000 ft (1.524m) af the Hundred Peaks Sectionfra Sierra Club, en amerikansk græsrodsbevægelse, der bl.a. arbejder for naturbeskyttelse.
Den 85 km lange spejder-hike-rute the Silver Moccasin Trail, forbinder denne top med Mount Baden-Powell (højeste punkt på ruten), Throop Peak og Mount Hawkins.
Det meste af den noget åbne skov, der vokser på og omkring Mount Burnham består af en del forskellige arter fyrretræer. Af større dyr i området er der mest bighornfår og en sjælden gang imellem en puma.